# Mont Tretorre
Le mont Tretorre est un sommet montagneux du massif du Monte Rotondo, situé en Corse, dans le département de la Corse-du-Sud. Il culmine à 1 509 mètres d'altitude.

## Géographie
Le sommet se trouve au carrefour des territoires des communes d'Azzana, de Guagno et de Poggiolo. Voisin du Monte Cervellu, il domine la vallée du fiume Grossu côté nord et la vallée du Cruzzini côté sud.

Les faces du mont Tretorre.
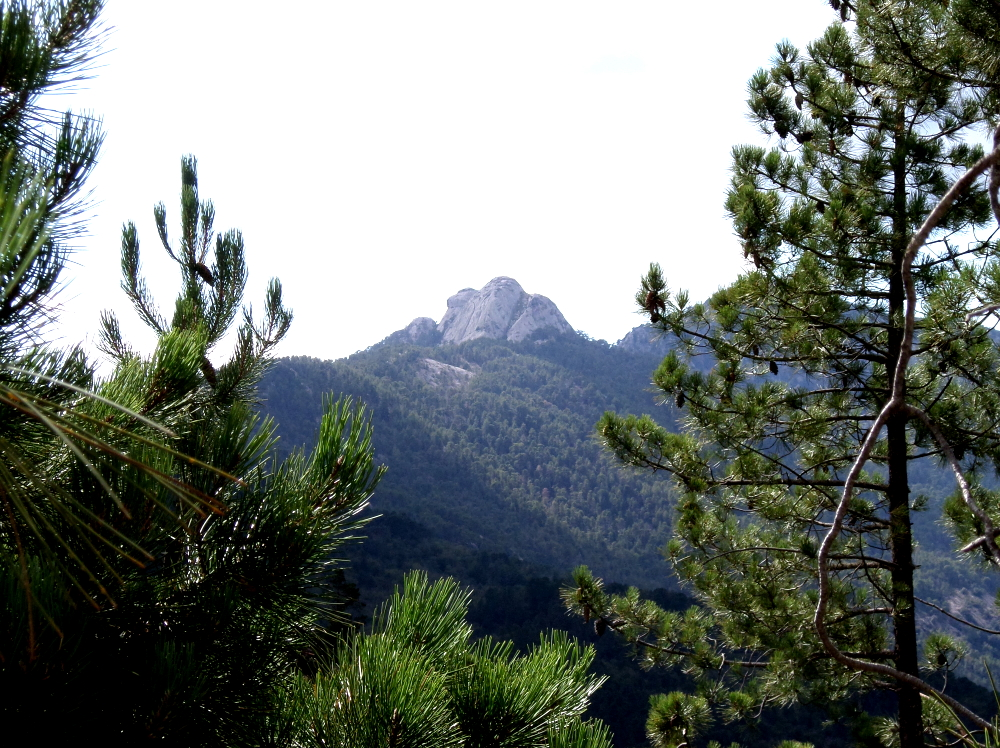
La face nord-est depuis Guagno.
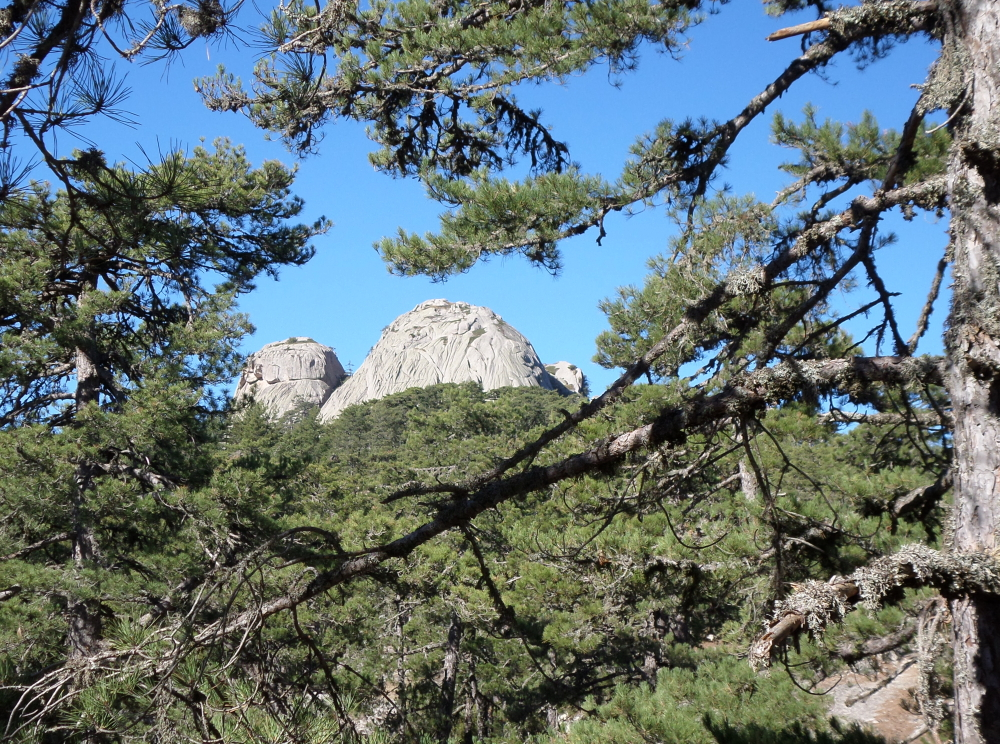
La face orientale depuis l'abri de Salincaccia.
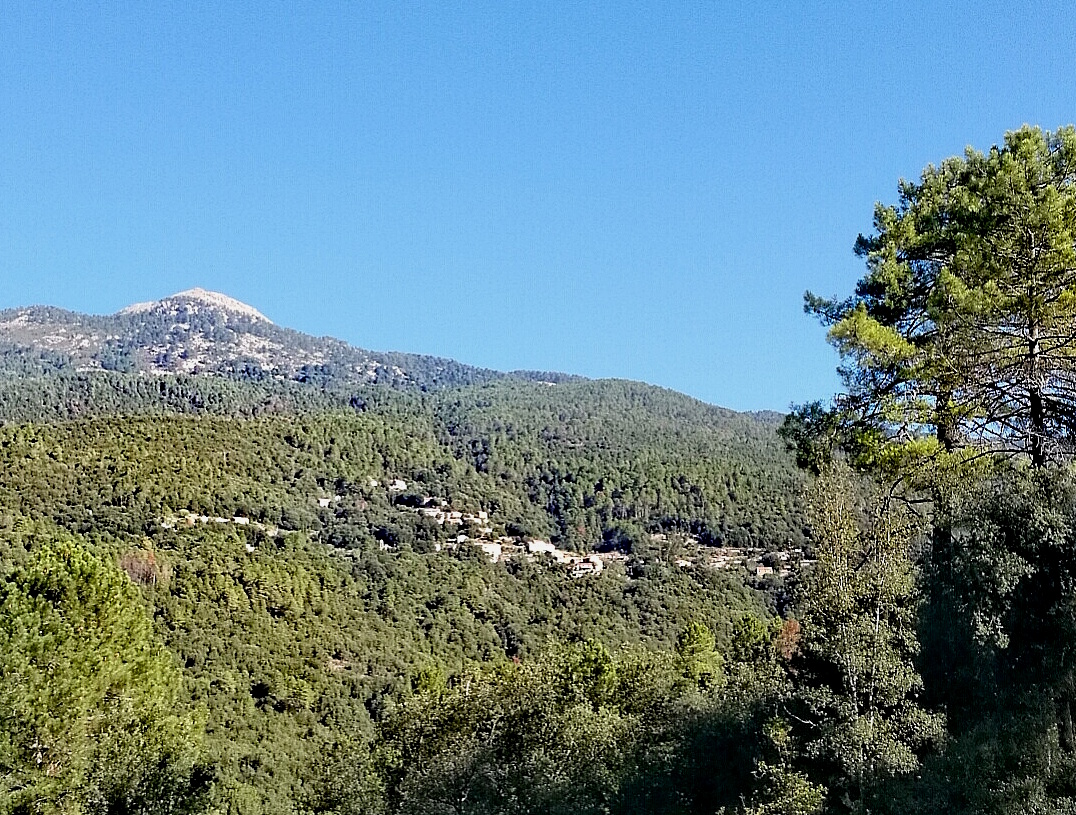
La face sud depuis Azzana.

C’est une rareté géologique composée d'un sommet trifide (trois pains de sucre) de syénite qui a la particularité d'être riche en grenats du type pyrénéite,. Les tours présentent des cannelures dues à l'érosion ; ces longues rigoles parallèles ressemblent à des traces de griffures géantes.

Particularités géologiques.
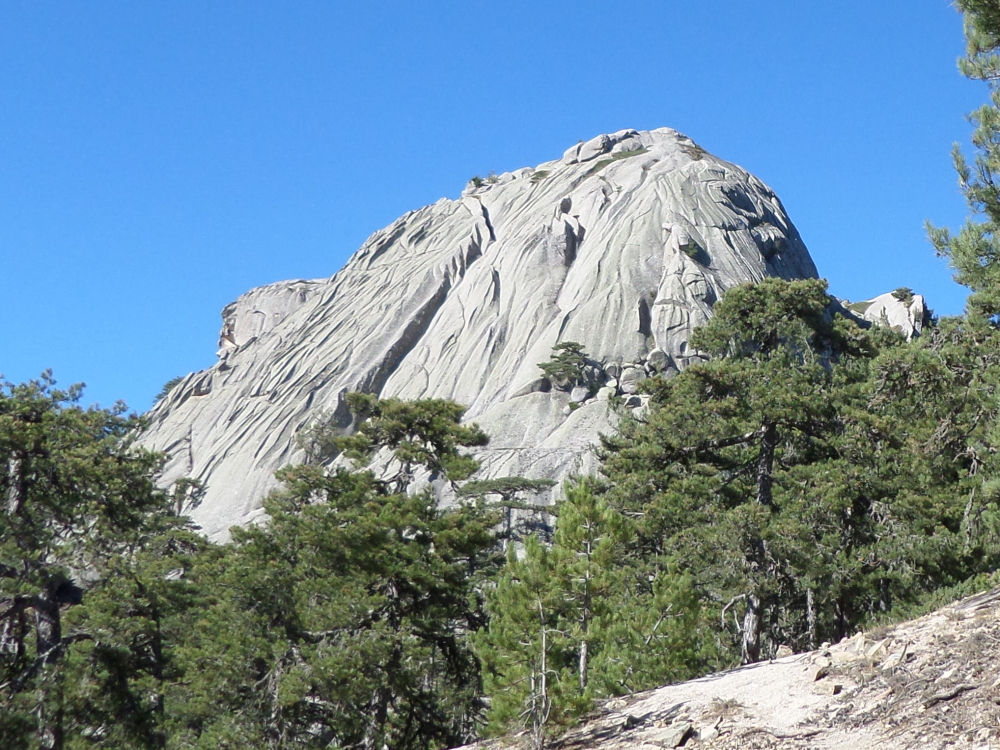
« Griffures » sur les parois de syénite.
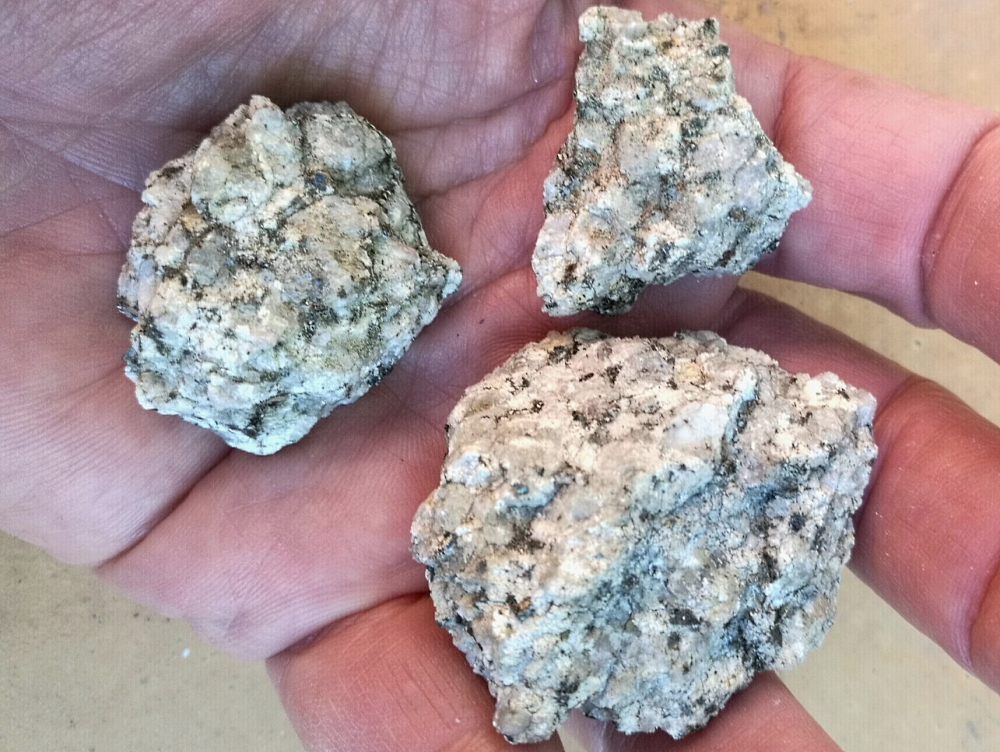
Échantillons de syénite du Tretorre.
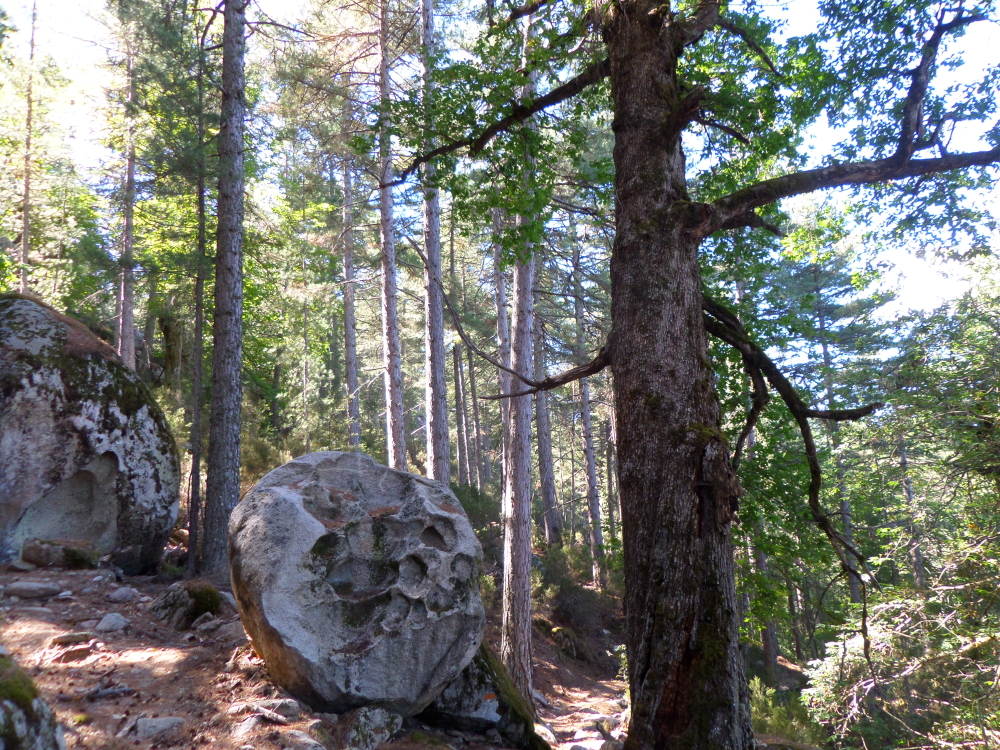
Taffoni dans la forêt du Tretorre.

Ce monument naturel, avec des falaises hautes de cent mètres, est entouré de forêts mixtes : pins laricio, châtaigniers et chênes rouvres.

## Histoire

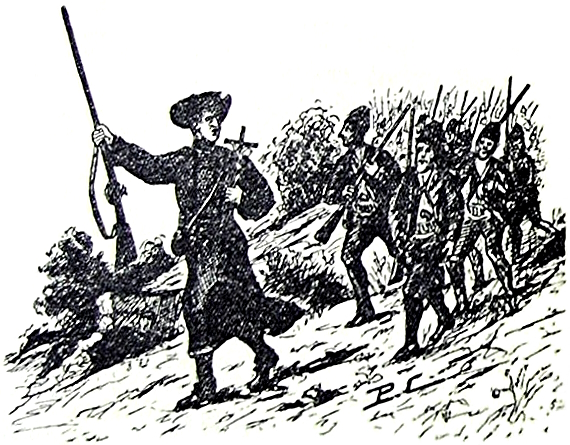
Circinellu et les montagnards du Tretorre (par Paul Corizzi).

En 1769, Circinellu, prêtre patriote de Guagno et héros de l'indépendance corse, participe à la bataille de Ponte-Novo à la tête de soixante hommes de Guagno et ses environs. Après la défaite, il galvanise ses troupes et organise la résistance dans sa piève de Sorroinsù ; ils sont appelés les montagnards du Tretorre,.

## Légende
La légende du mont Tretorre est l’une des plus célèbres de Corse : le diable, fou de rage car démasqué par un berger, s’enfuit sur sa jument et fend la montagne en trois tours (trè torre),,. C’est l’une des douze légendes éditées en langue corse par l’Éducation nationale à des fins pédagogiques,. On raconte également qu'à la première lueur de l'aube, sortant de la roche, un veau d'or s'élance et fait trois fois le tour de la montagne.